# Металлургия России
Металлургия России — отрасль российской промышленности. Доля металлургической промышленности в ВВП России по состоянию на конец 2021 года оценивался примерно как 2.5%, в добавленной стоимости промышленного производства — около 17 %, в экспорте — около 10%, в экспорте обрабатывающей промышленности - 29,2%. Объём продукции в металлургическом производстве — 2.522 трлн рублей (2022 год).
Инвестиции в основной капитал в металлургическом производстве за период 2014 - 2019 гг превысили 1.7 трлн руб. Средняя начисленная заработная плата в металлургическом производстве — 49 982 руб./мес. (2018 год).

## Чёрная металлургия
Доля чёрной металлургии в объёме промышленного производства России составляет около 10 % В состав чёрной металлургии входит более 1,5 тыс. предприятий и организаций, 70 % из них — градообразующие, число занятых — более 660 тыс. человек.
По данным на 2019 год, Россия занимала 5-е место в мире по производству стали (71,6 млн тонн в год).
По данным на 2007 год, Россия занимает 3-е место в мире (после США и Японии) по экспорту стальной продукции (27,6 млн тонн в год).
По данным на 1 января 2007 года, мощность по производству готового проката чёрных металлов в России составила 67,9 млн тонн.
В 2000—2008 годах были введены в действие мощности по производству стали на 6,7 млн тонн, по производству готового проката чёрных металлов — на 4,3 млн тонн, по производству стальных труб — на 780 тыс. тонн.
Более 80 % объёма промышленного производства чёрной металлургии России приходится на 9 крупных компаний: «ЕвразХолдинг», «Северсталь», «Новолипецкий металлургический комбинат», «Магнитогорский металлургический комбинат», «УК Металлоинвест», «Мечел», «Трубная металлургическая компания», «Объединённая металлургическая компания», «Группа Челябинский трубопрокатный завод».
Объёмы производства основных видов продукции чёрной металлургии в 2006 году превысили показатели начала 1990-х годов. В 2000—2007 годах выросли объёмы производства стали и сплавов, что произошло благодаря опережающему развитию современных передовых методов, в частности, электросталеплавильного производства. В 2019 году объёмы производства нелегированной стали составили 58,6 млн тонн, выпуск чугуна — 51,2 млн тонн, металлургического кокса и полукокса из каменного угля 26,9 млн тонн.
Российские предприятия чёрной металлургии: Амурметалл; Ашинский металлургический завод; Верх-Исетский металлургический завод — завод в Екатеринбурге, один из старейших металлургических заводов Урала, в настоящее время[когда?] остались только цеха холодной прокатки (ООО «ВИЗ-Сталь»), является крупнейшим в России производителем высококачественной трансформаторной стали; Выксунский металлургический завод; Западно-Сибирский металлургический комбинат; Златоустовский металлургический завод; Косогорский металлургический завод; Красный Октябрь (Волгоград); Кузнецкие ферросплавы; Магнитогорский металлургический комбинат; Нижнетагильский металлургический комбинат; Новокузнецкий металлургический комбинат; Новолипецкий металлургический комбинат; Омутнинский металлургический завод в Кировской области, один из старейших металлургических заводов России, небольшой по меркам металлургии, однако, обладая собственным сталеплавильным производством, является лидером в области производства нестандартных стальных профилей сложного сечения; Оскольский электрометаллургический комбинат; Северсталь; Тулачермет; Фроловский электросталеплавильный завод; Челябинский металлургический комбинат.
По состоянию на 2013 год в России было 35 доменных и агломерационных цехов

### Трубная промышленность
С 2000 по 2007 годы производство труб в России выросло в 2,7 раза. По данным на 2008 год, по производству стальных труб Россия занимает 3-е место в мире.
В последние годы в модернизацию российской трубной промышленности было вложено около $8 млрд, был освоен выпуск новых видов продукции, повысилось качество. К 2010 году около 40 % труб в России выпускалось на новом оборудовании.

## Цветная металлургия
По данным на 2010 год, доля цветной металлургии в российском ВВП — 2,6 %, в промышленном производстве — 10,2 %.
По данным на 2008 год, Россия занимает 1-е место в мире по производству никеля, экспорту никеля и экспорту алюминия.
По данным на 2008 год, Россия занимает 2-е место в мире по производству алюминия (после Китая) и производству титанового проката.
Российские производители цветных металлов:
- Российский алюминий — крупнейший в мире производитель алюминия и глинозёма.[14][15][16]
- Норильский никель — крупнейший в мире производитель никеля и палладия[17].
- ВСМПО-Ависма — крупнейший в мире производитель титана[18].
- Новосибирский оловянный комбинат — единственный в СНГ производитель олова и его сплавов[15].
- Завод припоев ЗАО
- Гайский ЗОЦМ Сплав (Гай)
- Уральская горно-металлургическая компания (Верхняя Пышма)
- Завод припоев и сплавов (Рязань)
- Каменск-Уральский завод обработки цветных металлов (Каменск-Уральский)
- Каменск-Уральский металлургический завод (Каменск-Уральский)
- Кировский ЗОЦМ (Киров)
- Кольчугинский ЗОЦМ (Кольчугино)
- Красный Выборжец (Санкт-Петербург)
- Московский ЗОЦМ
- Надвоицкий алюминиевый завод (Карелия) (закрыт)
- Новгородский металлургический завод (Великий Новгород)
- Новороссийский завод цветных металлов
- Ступинская металлургическая компания (Ступино)
- Электроцинк (Владикавказ)
- Уральская горно-металлургическая компания (Ревда)
- Рязцветмет (Рязань)
- Туимский завод цветных металлов (Хакасия)
- ОАО «Новокузнецкий алюминиевый завод»

## Технические особенности
Очень высока выплавка стали для отливок, с 1990-х годов распространяется МНЛЗ, ранее сталь разливали в слитки.
В 2017 году на конвертерах выплавили 47 800 тыс. тонн стали, в электропечах — 22 000 тыс. тонн, в печах с открытым подом (в том числе в мартенах — 1690 тыс. т) — 4575 тыс. т.

## Показатели
- Производство горячекатанного проката (на 2017) — 48 640 тыс. т, в том числе повышенной длины — 17285 тыс. т.;
- Горячая прокатка — 27 263 тыс. т.
- железнодорожные рельсы — 1289 тыс. т,
- тяжёлые секции — 1522 тыс. т,
- арматурные стержни — 7247 тыс. т,
- катанка — 3071 тыс. т,
- горячекатанные листы — 5119 тыс. т,
- горячая прокатка, лист и полоса — 13714 тыс. т,
- трубные изделия — 11603 тыс. т,
- подводные трубы — 3542 тыс. т,
- сварные — 7897 тыс. т.
- экспорт слитков — 15 141 тыс. т, импорт, 72 тыс. т ,
- экспорт длинных слитков — 4467 тыс. т,
- экспорт плоских изделий — 4748 тыс. т,
- импорт плоских изделий — 3913 тыс. т,
- экспорт труб — 2156 тыс. т.,

внутреннее использование стали — 44 396 тыс. т.
Производство чугуна — 52036 тыс. т, экспорт чугуна — 4819 тыс. т, производство горячебрикетированного железа — 7200 тыт т, экспорт горячебрикетированного железа 2848 тыс. т. Производство железной руды — 106 508 тыс. т.
экспорт железной руды — 21 040 тыс. т., импорт железной руды — 8458 тыс. т, экспорт лома — 5247 тыс. т, импорт лома 755 тыс. т,
непрямой экспорт стали — 1858 тыс. т,
непрямой импорт стали — 6586 тыс. т.

## Государственная политика
В последние годы[когда?] российское правительство приняло меры по защите внутреннего рынка, отменило импортные пошлины на основные виды оборудования, оказывало поддержку российским фирмам по покупке металлургических активов за границей, приняло меры по уменьшению внешнеторговых ограничений на внешних рынках, действующих в отношении российской металлургической продукции.
Эти меры способствовали позитивным результатам деятельности российской металлургии в 2000-х годах.
В марте 2009 года Минпромторгом России была утверждена Стратегия развития металлургической промышленности Российской Федерации до 2020 года.

## Санкции
В ноябре 2022 года крупнейшая в мире Лондонская биржа металлов (LME) заявила, что не будет запрещать торговлю и хранение российского металла в своей системе, поскольку значительная часть рынка по-прежнему планирует покупать российский металл в 2023 году. «В настоящее время LME не предлагает ни запрещать выдачу гарантий на новый российский металл, ни устанавливать пороги или ограничения на количество российских запасов» — говорится в заявлении биржи.
По данным расследовательского проекта Investigate Europe компании из стран Евросоюза в период с марта 2022 года по июль 2023 года приобрели российских металлов на 13,7 млрд евро. Среди крупнейших поставщиков в ЕС названы: «Норникель», за указанный срок реализовавший через посредников в Финляндии и Швейцарии меди и никеля на 7,6 млрд долларов; «Русал», продавший в ЕС алюминия на 2,6 млрд долларов и «Корпорация ВСМПО-АВИСМА», импортировавшая в Европу титана не менее чем на 308 миллионов долларов.